# Mycomya triacantha
Mycomya triacantha är en tvåvingeart som beskrevs av Shaw 1941. Mycomya triacantha ingår i släktet Mycomya och familjen svampmyggor. Inga underarter finns listade i Catalogue of Life.